# Zeltweg
Zeltweg est une ville située en Autriche. Sa population était de 7 066 habitants au 01/01/2019. Pendant plusieurs années, elle a accueilli le Grand Prix automobile d'Autriche.